# أسد الدين شيركوه بن شاذي
أبو الحارث أسد الدين شيركوه بن شاذي بن مروان (ت 564 هـ / 1169م) قائد عسكري في الدولة الزنكية وعم صلاح الدين الأيوبي، ساهمت انجازات أسد الدين العسكرية في مصر في تأسيس الدولة الأيوبية في مصر.

## النشأة
ولد أسد الدين شيركوه في بلدة دوز في تكريت سنة 500 هجرية تقريباً وشيركوه اسم كوردي معناه: أسد الجبل، حيث أن كلمة شير تعني أسد وكوه تعني جبل، وهو قريب من لقبه العربي وهو أسد الدين، نشأ شيركوه هو وأخوه نجم الدين أيوب والد صلاح الدين، بتكريت لما كان أبوهما شاذى نقيب قلعتها، وكان نجم الدين أسن من أسد الدين، ويغلب على نجم الدين العقل والحكمة والتؤدة، في حين كان أسد الدين كالشهاب الحارق لا يصبر على إساءة أو عدوان أو انتهاك حرمات وهذا ما سينقل حاله من مكان لآخر.

## من تكريت إلى الموصل إلى حلب
التحق أسد الدين وأخوه نجم الدين بخدمة الأمير 'بهروز' قائد شرطة بغداد، فأقطعهما الأمير 'بهروز' قلعة تكريت، فسارا في الناس سيرة حسنة، ووقعت حادثة سنة 526 هجرية خلاصتها أن أسد الدين ونجم الدين قد ساعدا الأمير البطل 'عماد الدين زنكي' عندما جاء إلى تكريت منهزماً في قتاله ضد بعض خصومه بالخلافة، حيث قدم الأخوان لعماد الدين زنكي السفن اللازمة لعبوره هو وجنوده نهر دجلة إلى مدينة 'الموصل' وكان الأمير 'بهروز' على خلاف شديد مع 'عماد الدين زنكي' فلم يعجبه هذا الفعل من أسد الدين ونجم الدين وتربص لهما الدوائر وتحين لهما الفرصة لمعاقبتهما.
كثرت التحرشات بنجم الدين وأسد الدين وأهلهم بقلعة تكريت من جانب جنود الأمير 'بهروز' حتى جاءت الفرصة التي يريدها، عندما تعرض أحد الجنود لفتاة من آل أسد الدين في الطريق واشتكت الفتاة لعمها أسد الدين، فنزل لهذا الجندي الماجن وتكلم معه بشدة فرد عليه الجندي بأن سحب عليه السلاح، فتشاجر الرجلان مشاجرة انتهت بمصرع الجندي الماجن فغضب الأمير 'بهروز' وأمر بطرد نجم الدين وأسد الدين وأهليهم من قلعة تكريت وذلك سنة 532 هجرية وفي نفس الليلة التي ولد فيها صلاح الدين يوسف بن أيوب.
قرر الأخوان التوجه إلى أمير الموصل 'عماد الدين زنكي' والالتحاق بخدمته، فسارا إليه فأحسن استقبالهما وشكر صنيعهما معه، وضمهما لأمرائه وقادته وبالغ في إكرامهما وأقطعهما أقطاعاً حسناً، وجعل نجم الدين والياً على بعلبك وأسد الدين من مقدمي جيوشه، فعماد الدين زنكي كما قلنا من قبل كان خبيراً بمعادن الرجال، بصيراً بقدراتهم، قادراً على توظيفهم حسب ما يبرزون ويحسنون، فرأى في نجم الدين الرجل الحكيم العاقل القادر على السياسة والقيادة، ورأى في أسد الدين القائد العسكري الشجاع القادر على تحويل دفة الحروب بشجاعته وإقدامه.
وقد لقب بهذا اللقب أحمد بن عبد اللطيف بن الصابر

## من عماد الدين إلى نور الدين في حلب
ظل أسد الدين شيركوه في خدمة عماد الدين زنكي، وخاض معه كل حروبه ضد الصليبيين وكان معه يوم فتح الرها وكان عماد الدين يحبه ويقدره لأنه كان مثله بطلاً شجاعاً لا يهاب الموت، وظل هكذا حتى كان معه في معسكره ليلة أن قتل عماد الدين سنة 541 هجرية، وعندها قام أسد الدين شيركوه بدور في غاية الأهمية، ذلك أنه حفظ معسكر المسلمين من الهرج والمرج الذي يحدث عادة عند مقتل القائد ثم قام بإعطاء خاتم الملك الخاص بعماد الدين لولده نور الدين محمود زنكي كناية عن خلافته لأبيه الشهيد، ثم قام بحراسة نور الدين محمود حتى وصل سالمًا آمنًا إلى مدينة 'حلب'، فعرف نور الدين هذا الجميل لأسد الدين، وصار من أقرب الناس إليه،
ومن ذلك اليوم أصبح أسد الدين شيركوه قائد جيوش نور الدين محمود أمير دمشق والشام الجديد وأصبح أخلص وأقوى أمراء الجيوش الشامية، ورجل المهام الصعبة الذي يعتمد عليه نور الدين محمود في النوازل وصعاب الأمور، وكان له المواقف المشهورة والبطولات المشهورة.

## الأسد المعلم في دمشق والبلاد الشامية
في دمشق كان ملك نور الدين زنكي وكان أسد الدين شيركوه بحق الأستاذ الأول والمعلم الحقيقي والمكتشف البارع لقدرات ومواهب ابن أخيه صلاح الدين يوسف بن أيوب صلاح الدين الايوبي، وذلك منذ كان صلاح الدين فتى يافعاً حيث رأى فيه شيركوه بعين الخبير الفاحص أن الفتى الصغير يجمع بين عقل وحكمة أبيه نجم الدين أيوب، وشجاعة وفروسية عمه أسد الدين شيركوه، وزهد وورع أميره نور الدين، وهى خصال ثلاث كفيلة بأن ترشح هذا الفتى لقيادة الأمة فيما بعد.
أدرك ذلك كله الأسد المعلم شيركوه في ابن أخيه فتعهده بالرعاية وضمه إليه وتولى تدريبه على فنون القتال وقيادة الجيوش وأساليب إدارة المعارك دفاعاً وهجوماً، كما تولى تعليمه فنون السياسة والمناورة والمفاوضة، حتى نضج الفتى اليافع وأصبح شاباً قوياً يصحبه أسد الدين في كل مكان وفي مدن الشام وهو بمثابة الذراع اليمنى له ومن لا يعرفهما يظن أن صلاح الدين هو الابن الوحيد والمقرب لأسد الدين، ولعل تعليم وتدريب صلاح الدين من أهم وأفضل أعمال أسد الدين شيركوه.

## الأسد فاتح الديار المصرية
كان أسد الدين شيركوه قائدا من القادة الكبار في دمشق وبحكم خبرته العسكرية الطويلة وبصيرته السياسية لأوضاع العالم الإسلامي وقتها يرى انه لابد من ضم الديار المصرية وضرورة فتحها وإزالة الدولة الفاطمية، واسترجاع بيت المقدس بعد ضياعها بيد الصليبيين سنة 492 هجرية، فلقد كان أسد الدين شيركوه متأثراً بفكرة توحيد العالم الإسلامي ضد الوجود الصليبي، وكان يرى أن النصر على الصليبيين لن يتم إلا بتوحيد الشام ومصر
لذلك كان شيركوه دائم الإلحاح على نور الدين ملك دمشق لكي يفتح مصر ونور الدين يرى أن الوقت غير مناسب، فالجيوش مشغولة في قتال البؤر الصليبية في جميع أنحاء الشام، ولكن نور الدين لم يترك فكرة فتح مصر بالكلية، بل انتظر الفرصة المناسبة.
كانت الأوضاع في مصر شديدة الاضطراب، فالخلاف على أشده بين شاور وضرغام على منصب الوزارة والخليفة العاضد الفاطمي ليس له من الأمر شيء، ولقد انتصر ضرغام على شاور وأخرجه من مصر فذهب مستنجداً بالملك العادل نور الدين محمود وضمن له ثلث إيراد مصر وأموراً أخرى إن هو أعانه على استعادة وزارته المفقودة، فوجد في ذلك نور الدين الفرصة المناسبة لفتح مصر وضمها لملكه في الشام، فكلف قائد جيوشه أسد الدين شيركوه على أن يتوجه إلى مصر لذلك الغرض، ففرح الأسد بهذه المهمة وخرج من دمشق في صحبته تلميذه وابن أخيه صلاح الدين الأيوبي ومعه ألف رجل فقط وذلك سنة 559 هجرية.

## الأسد المرعب
وصل أسد الدين شيركوه على رآس جيش دمشق وبعسكره المكون من ألف رجل فقط إلى مدينة بلبيس حيث اشتبك مع جيش ضرغام وانتصر عليه، ثم واصل تقدمه إلى القاهرة حتى قضى على ضرغام وأعاد شاور لمنصب الوزارة وأقام هو بظاهر القاهرة انتظارا للوفاء بالعهود والمواثيق مع شاور ولكن شاور غدر به وأمره بالرجوع إلى دمشق وهدده، فما كان من الأسد شيركوه إلا أنه دخل مدينة 'بلبيس' وامتنع بها وأرسل إلى شاور بأنه لن يتحرك من مكانه إلا بأمر قائده الملك العادل نور الدين محمود، وهكذا يكون الجندي الممتثل لأوامر قائده، حتى ولو كان هذا الجندي هو أعظم فرسان زمانه.
ولما كان شاور رجل لا يهمه إلا مصالحه الخاصة ومنصبه، فلقد أسرع وأرسل للصليبيين في الشام يستنجد بهم على أسد الدين، وكان الصليبيون منذ أن توجه أسد الدين إلى مصر قد أيقنوا الهلاك إذا فتح الشاميون مصر، فلما جاءتهم استغاثة شاور فرحوا بها وأرسلوا جيوشهم وقد بذل لهم شاور أموالاً طائلة من أجل الانتصار على بني دينه .
اجتمعت الجيوش الصليبية مع عساكر شاور وحاصروا الجيش الشامي وأسد الدين شيركوه في بلبيس ثلاثة أشهر وهو ممتنع بها مع أن سورها قصير جداً يقفزه الفارس بفرسه وليس لها خندق ولا أي تحصينات، ومع ذلك لم يجسروا على اقتحام المدينة من شدة خوفهم من أسد الدين شيركوه الذي ظل يقاتلهم ، وفي هذه الفترة أغار نور الدين على أملاك الصليبيين في الشام وفتح تل 'حارم'، فخاف الصليبيون على باقي أملاكهم وراسلوا أسد الدين في الصلح على أن يخرج كل منهم ومن الشاميين إلى بلادهم فوافق أسد الدين.
قديماً قالوا 'الفضل ما شهد به الأعداء' فاسمع لهذه الشهادة من أحد الصليبيين الذين شاهدوا أسد الدين شيركوه يوم حصار بلبيس ثم يوم الصلح قال [أخرج أصحابه بين يديه وبقى في أخرهم وبيده عود من حديد يحمى ساقتهم والمصريون والفرنج ينظرون إليه، فتقدمت منه وقلت له 'أما تخاف أن يغدر بك هؤلاء المصريون والفرنج، وقد أحاطوا بك وبأصحابك ولا يبقى لكم بقية ؟' فقال شيركوه : ياليتهم فعلوه حتى كنت ترى ما أفعله، كنت والله أضع السيف فلا يقتل منا رجل حتى يقتل منهم رجال، والله لو أطاعني هؤلاء 'يعنى جنوده' لخرجت إليكم من أول يوم 'يعنى الحصار' ولكنهم امتنعوا' فقام هذا الصليبي بالتصليب على صدره وقال : كنا نعجب من فرنج هذه البلاد ومبالغتهم في صفتك وخوفهم منك والآن فقد عذرناهم.

## العزيمة الفولاذية
رجع أسد الدين شيركوه إلى الشام وهو يتلمظ غيظاً على الوزير الخائن في مصر 'شاور' والأوضاع المتردية في الديار المصرية، ويتحرق شوقاً لمعاودة الكرة مع الصليبيين وخونة المصريين، وهو ما زال يلح على الملك العادل نور الدين محمود في العودة إلى مصر، حتى وافق نور الدين على ذلك سنة 562 هجرية، وانطلق أسد الدين في جيش يقدر بألفين من المقاتلين.
أسرع 'شاور' كعادته وأرسل للصليبيين بالشام يستنجد بهم، فجاءوه بألوف مألفة من أجل إدراك ثأرهم مع أسد الدين وتحقيق مبتغاهم باحتلال مصر، وكان أسد الدين يتحرك بسرعة لخفة جيشه، فوصل إلى الصعيد وفتحه ثم عسكر في منطقة البابين - مركز ببا التابع حالياً لمحافظة بني سويف والذي أصبح لاحقاً معسكراً دائماً للجنود الأكراد ومنهم من تزاوج أو استقدم عائلته فتكونت في ذلك المحل قرية يطلق عليها «بدهل العساكرة» أي بلدة الأهالي وبلدة العساكر وكانت تلك أكبر الهجرات الكردية لمصر - 'قريب من محافظة المنيا الآن' وقد رفعت له الجواسيس الأخبار عن ضخامة الجيش الصليبي ومن معه من عساكر شاور، فعقد اجتماعا مع قادة جيشه فأشاروا جميعاً بالرجوع إلى الشام لقلة عددهم وتسليحهم وبعدهم عن أوطانهم، فوقف أسد الدين كالطود العظيم وأصر على القتال واستعان بالله ووافقه ابن أخيه صلاح الدين، ثم قام أسد الدين شيركوه بوضع خطة عسكرية في غاية الذكاء بحيث أن استدرج معظم الجيش الصليبي لقلب الجيش المسلم ثم هجم هو في كتيبة منتقاه من خلاصة الأبطال على مؤخرة الجيش الصليبي، فوضعه في شبه دائرة، وانتصر انتصارا عظيماً لم يسمع بمثله في التاريخ كما يقول المؤرخ ابن الأثير.
بعد معركة البابين توجه أسد الدين وجنده الشامي إلى الإسكندرية بعد أن استدعاه أهلها الذين أرادوا نصرة إخوانهم المجاهدين الشاميين، ثم ترك بها حامية يقودها صلاح الدين ثم توجه إلى الصعيد لمواصلة الفتح، فانتهز الصليبيون الفرصة وحاصروا الإسكندرية حصاراً عنيفاً طيلة تسعة أشهر، فعاد الأسد لنصرة أهل الإسكندرية والجيش الشامي بقيادة ابن أخيه صلاح الدين الايوبي، فخاف الصليبيون منه خوفاً شديداً جعلهم يطلبون منه الصلح، فاشترط عليهم مغادرة مصر ولا يتملكوا منها قرية واحدة فوافقوا.

## الخيانة العمياء
لم يعلم أسد الدين شيركوه عندما اتفق مع الصليبيين على الخروج من مصر، أن الخيانة والعمالة التي تسرى في دم الوزير الخائن 'شاور' في مصر سوف تدفعه لأن يعقد اتفاقاً سرياً مع الصليبيين يتعهد فيه بدفع مائة ألف دينار سنوياً (يحتاج المبلغ للتأكيد) من إيراد البلاد للصليبيين كي ما يتقووا بها على حرب نور الدين في الشام، لم يكتف الخائن بهذه الفعلة القذرة، بل اتفق معهم على أن يكون للصليبيين حامية من كبار فرسانهم تحرس أبواب القاهرة وذلك سنة 562 هجرية.
لم يكن بقاء هذه الحامية من أجل الحرص على سلامة مصر والمصريين أو السهر على راحتهم ! بل كانت ترصد الأخبار والأحوال تمهيداً لعودة الصليبيين مرة أخرى في الفرصة المناسبة وهو ما حدث بالفعل في أوائل 564 هجرية، عندما أرسلت الحامية الصليبية إلى ملك بيت المقدس الصليبي 'أملريك' تعرفه أن الأوضاع مهيئة في مصر لدخول القوات الأجنبية.
حشد 'أملريك' جيوشه وانطلق إلى مصر بأقصى سرعة وكانت مدينة 'بلبيس' أولى محطاته حيث قام الصليبيون هناك بمجزرة مرعبة لأهل المدينة كلها بحيث لم يتركوا منها أحداً كما هي عادتهم البربرية الوحشية، ثم نزلوا إلى القاهرة وضربوا عليها حصاراً شديداً، فأقدم الخائن شاور على فعلة في غاية الحقارة والذلة وأيضا في غاية الغباء السياسي حيث أقدم على حرق القاهرة ليرجع عنها الصليبيون، وظلت النار تأكل القاهرة 54 يوماً فأرسل الناس وعلى رأسهم العاضد الفاطمي إلى نور الدين يستغيثون به من الصليبيين والوزير الخائن شاور.

## الفتح الأخير
لقد كان فتح مصر بالنسبة لأسد الدين شيركوه الخطوة الأخيرة في تحقيق حلم حياته بتوحيد العالم الإسلامي في الشام ومصر لطرد العدو الصليبي الجاثم على الأرض المقدسة منذ سبعين سنة، لذلك فإننا نجد أن أسد الدين شيركوه منذ أن قاد الجيش وانطلق من دمشق سنة 559 هجرية وهو لا يفكر إلا لفتح مصر والمعاودة إليها مرة بعد مرة، على الرغم من الأهوال والشدائد التي لاقاها في كل مرة.
وكان أسد الدين مقيماً في مدينة 'حمص' عندما جاءته رسالة نور الدين محمود بالقدوم إلى حلب استعداداً لإنقاذ مصر فركب البطل العجوز الذي جاوز الستين فرسه بعد صلاة الفجر وانطلق بأقصى سرعة حتى وصل 'حلب' قبيل الغروب وهذا الأمر لم يتسن لأحد من الناس سوى الصحابة رضوان الله عليهم أن يقطعوا هذه المسافة الطويلة في هذا الوقت الوجيز فسر نور الدين بذلك جداً وجهزه بجيش مكون من ألفي فارس وقام أسد الدين بجمع ستة آلاف فارس آخر من متطوعة الشام لفتح مصر وانطلق الأسد يزأر ويرعد ويبرق ويتوعد الصليبيين والخونة المنافقين في مصر.
كما قلنا من قبل كان الصليبيون في قمة الخوف والفزع من مجرد ذكر اسم أسد الدين شيركوه، فلقد كان كابوسهم المفزع الذي يقض مضاجعهم، فلما جاءتهم الأخبار بقدوم الأسد وجنده الشامي على جناح السرعة أجمعوا أمرهم على الرحيل من مصر بعد أن هزموا بها مرتين من قبل على يد أسد الدين، وبالفعل رحلوا مذعورين هاربين، ودخل الأسد المظفر القاهرة فاتحاً منتصراً من غير أن يشهر سيفاً واحداً هذه المرة، فلقد نصره الله عز وجل بالرعب.
حاول شاور الخائن أن يستدرج الأسد لدعوة طعام مسموم ليهلك فيها هو وأصحابه ولكن الكامل بن شاور الابن الأكبر لشاور وكان رجلاً صالحاً مجاهداً نهى أباه عن هذه الفعلة وهدده بأن سيخبر شيركوه وقال كلمته الشهيرة عندما قال له أباه الخائن 'شاور' [والله لئن لم نفعل هذا لنقتلن جميعاً] قال الكامل صدقت ولأن نقتل ونحن مسلمون والبلاد إسلامية، خير من أن نقتل وقد ملكها الفرنج، فإنه ليس بينك وبين عود الفرنج إلا أن يسمعوا بالقبض على شيركوه.
لقي شاور جزاء خيانته وعمالته للصليبيين حيث أمر العضد الفاطمي بإعدامه، وتولى أسد الدين شيركوه الوزارة في مصر وأخذ في التدبير والعمل من أجل إسقاط الدولة الفاطمية وتوحيد مصر والشام تحت حكم نور الدين محمود خاصة بعد إلحاح الخليفة العباسي المستضيء بأمر الله على ذلك الأمر، ولكن القدر المحتوم والأجل المكتوب جاء للأسد في ميعاده المعلوم فأصيب الأسد بذبحة صدرية قتلته في 22 جمادى الأخر 564 هجرية بعد أن حقق مراده وكلل سعيه وجهاده الطويل بفتح مصر، وسبحان الله لقد خاض هذا البطل أكثر من مائة وخمسين موقعة وتعرض للشهادة في كل موطن وسعى لها سعياً حثيثاً ولكنه مات على فراشه وصدق الصديق عندما قال [احرص على الموت توهب لك الحياة].
فلقد كانت سيرة هذا الرجل ترجمة لحياة المجاهد المعتز بدينه وإسلامه ولا يرى له عملاً سوى تحرير الأرض المحتلة، والذي كانت أخباره ووقائعه مليء الصدور وصورته مليء العيون وهيبته وقدره في نفوس عدوه كفزع الزلازل والأعاصير والبراكين، ف على الأسد شيركوه الذي ترك لنا مثل هذه السيرة وتخرج من مدرسة بطولته وشجاعته وحلقة جهاده الناصر صلاح الدين.

## آسد الدين شيركوه في السينما و التلفزيون
جسدت شخصية أسد الدين شيركوه من خلال مسلسل صلاح الدين الأيوبي من إخراج السوري حاتم علي و قد قام بتجسيد دوره الفنان المغربي محمد مفتاح
[ما هي؟]
== المراجع والمصادر ==
الكامل في التاريخ / سير أعلام النبلاء / البداية والنهاية
وفيات الأعيان / السلوك للمقريزي / العبر في خبر من غبر
الروضتين في تاريخ الدولتين / شذرات الذهب / النجوم الزاهرة
مفرج الكروب / حسن المحاضرة / أيام الإسلام